# Comadia redtenbacheri
Espèce
Comadia redtenbacheri est un papillon de nuit de la famille des Cossidae. C'est un parasite de l'agave, répandu en Amérique du Nord du Mexique au sud du Texas. Elle est connue au Mexique sous les termes chilocuil, chinicuil ou tecol.
La chenille de ce papillon est mise dans les bouteilles les producteurs de mezcal pour le différencier du tequila, il s'agit d'une astuce commerciale remontant aux années 1940 et non d'une tradition locale.
L'élevage se fait dans des sites sécurisés pour ne pas favoriser son extension ou son retour là où elle a été éradiquée.
Leur consommation n'était connue que dans quelques villages ou a été abandonnée depuis longtemps, mais l'effet de mode à l'étranger et la promotion par le tourisme en a fait une source de revenus pour des investisseurs qui ont su profiter de cet engouement.[réf. nécessaire]

## Larves
Jadis on utilisait aussi ces insectes pour la consommation dans les zones rurales à défaut de viande[Information douteuse] , mais l'arrivée des insecticides ayant quasiment fait disparaître cet insecte qui était un fléau, cet usage avait presque disparu, restant confidentiel dans des régions reculées du pays.[réf. nécessaire]

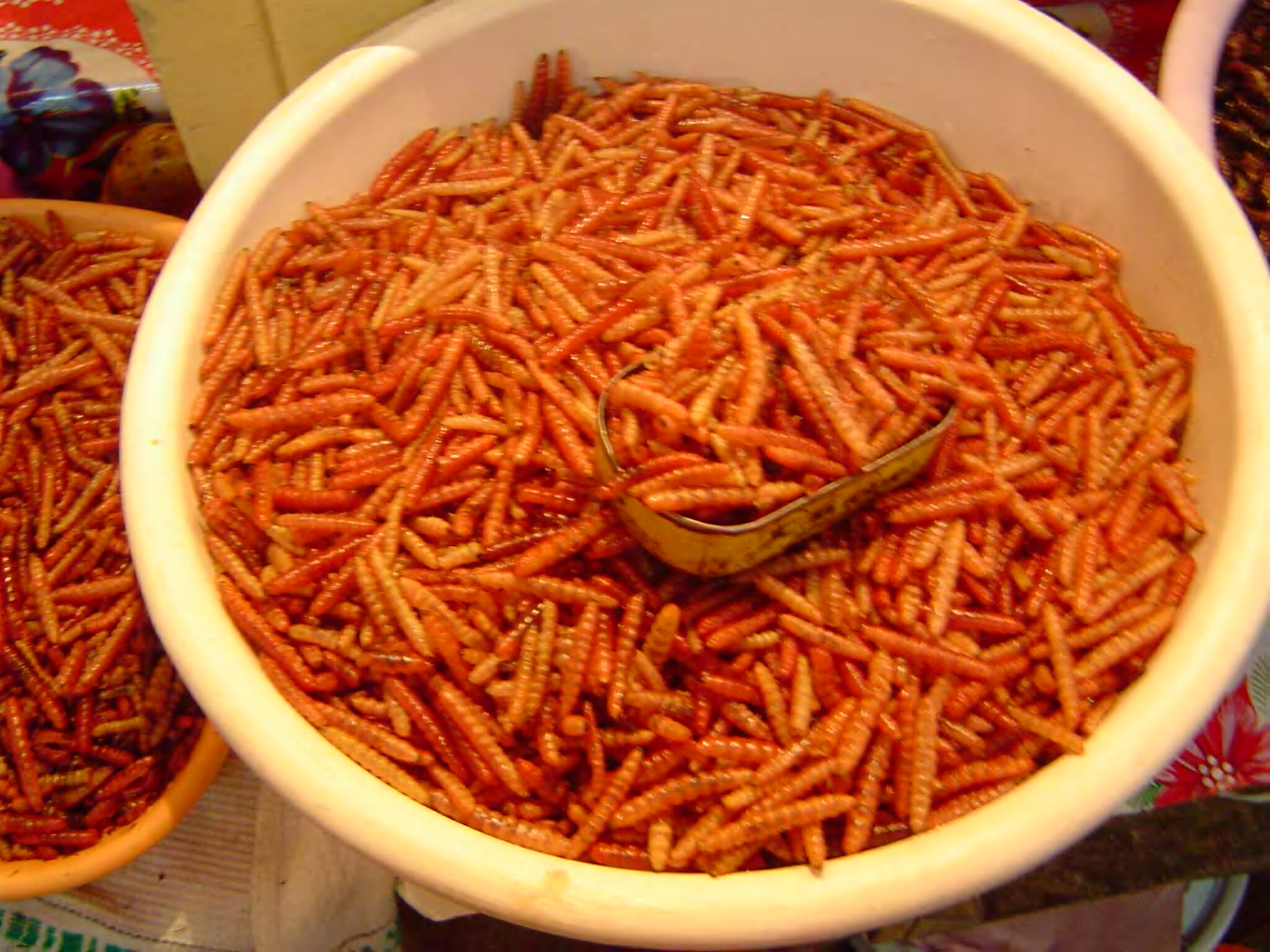
Chinicuiles (larves cuites de Comadia redtenbacheri) au marché de Tula (Hidalgo, Mexique).

Durant leur cycle naturel, les larves forment une chrysalide en septembre, de laquelle émergent les adultes au bout de 60 jours.
Les larves sont connues généralement sous le nom de gusano rojo (« ver rouge ») ou gusano colorado (« ver coloré »), et sont considérés de meilleure qualité que le ver du maguey, qui est de couleur blanche.[réf. nécessaire]

## Synonymes
- Zeuzera redtenbacheri Hammerschmidt, 1848
- Hypopta agavis Blásquez, 1870
- Comadia agavis Blasquez, 1870
- Comadia chilodora (Dyar, 1910)
- Cossus redtenbachi Godman & Salvin, 1887